# 모토로라 드로이드 X
모토로라 드로이드 X(영어: Motorola Droid X)는 모토로라 모빌리티에서 제조/판매하는 안드로이드 스마트폰이다.

## 제품명
본제품명은 모토로라 드로이드 X이다. 미국 버라이즌통신사에서 출시할때는 드로이드 X이며, 멕시코 출시시에는 모토로이 X로 출시된다.

## 출시국가

### 표준모델
- 미국
- 멕시코

그 외 다수 국가

## 색상
- 프리미엄 블랙

## 같이 보기
- 모토로라 모토쿼티
- 갤럭시 넥서스